# باولو أندريا كولومبو
باولو أندريا كولومبو (بالإيطالية: Paolo Andrea Colombo)‏ هو مدير إيطالي، ولد في 12 أبريل 1960 في ميلانو في إيطاليا.